# Aftertones
Aftertones è l'ottavo album in studio della cantautrice statunitense Janis Ian, pubblicato nel 1976.

## Tracce

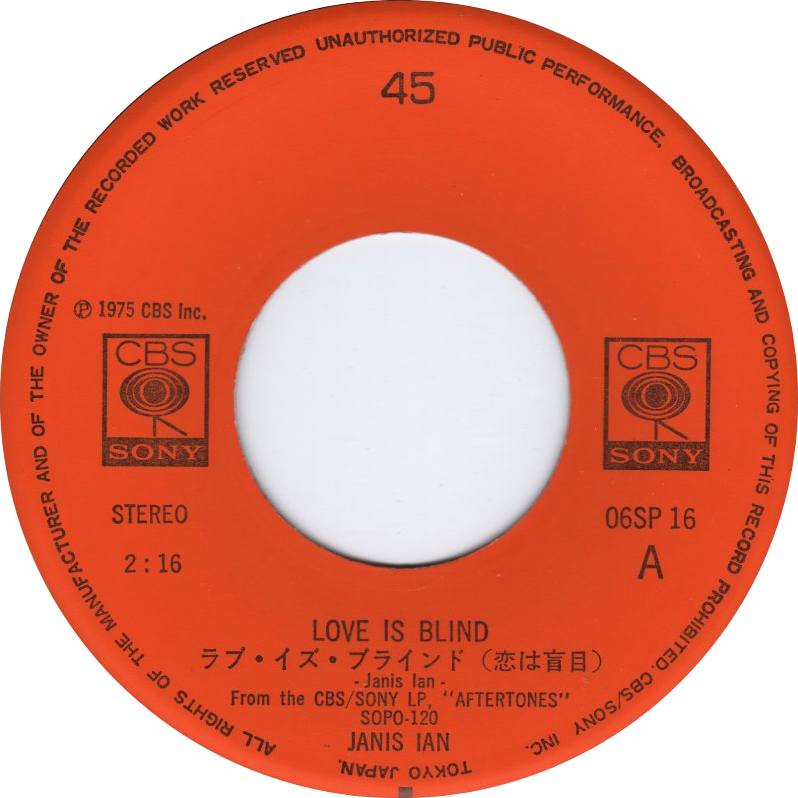
Love is Blind (singolo giapponese)

Side 1
1. Aftertones – 3:14
2. I Would Like to Dance – 3:38
3. Love is Blind – 2:14
4. Roses – 3:09
5. Belle of the Blues – 4:30

Side 2
1. Goodbye to Morning – 3:07
2. Boy I Really Tied One On – 2:40
3. This Must be Wrong – 2:40
4. Don't Cry, Old Man – 3:51
5. Hymn – 4:08